# Волошин, Андрей Максимович
Андре́й Макси́мович Воло́шин (1906—1974) — полковник Советской Армии, участник Великой Отечественной войны, Герой Советского Союза (1945).

## Биография
Андрей Волошин родился 1 (по новому стилю — 14) сентября 1906 года в селе Калюжино (ныне — Кегичевский район Харьковской области Украины) в крестьянской семье. Украинец. Окончил неполную среднюю школу. В 1927 году Волошин вступил в ВКП(б). В 1928—1931 годах он проходил срочную службу в 45-м отдельном Теркском кавалерийском дивизионе войск ОГПУ, принимал участие в боях с бандформированиями на Кавказе. В 1933 году Волошин окончил Курсы командирской переподготовки. После демобилизации он был комсоргом, политруком Зеньковской машинно-тракторной станции Полтавской области Украинской ССР, являлся председателем Зеньковского городского совета депутатов. В 1941 году Волошин окончил третий курс Харьковского инженерно-экономического института.
В начале Великой Отечественной войны Волошин был повторно призван в армию. С июля 1941 года — на фронте, первоначально был комиссаром стрелкового батальона на Юго-Западном фронте, был ранен. После излечения политрук Андрей Волошин стал военным комиссаром 3-го отдельного стрелкового батальона 43-й отдельной стрелковой бригады. Принимал участие в битве за Москву, два раза в ходе неё был ранен. В дальнейшем участвовал в Сталинградской битве, с октября 1942 года в звании майора командовал 999-м стрелковым полком. На этой должности участвовал в Ростовской наступательной операции и выходе к реке Миус в мае 1943 года. За боевые заслуги полк Волошина, как и вся дивизия, был преобразован в гвардейский, став 295-м гвардейским стрелковым полком.
Участвовал в прорыве немецкой обороны на Миусе в июле 1943 года, Донбасской операции, штурме Саур-Могилы, Мелитопольской, Никопольско-Криворожской, Березнеговато-Снигирёвской операциях. Особо отличился в ходе Белорусской операции.
На рассвете 24 июня 1944 года Волошин первым из атакующих поднял свой полк в атаку, благодаря чему противник не успел воспользоваться в полной мере своей долговременной эшелонированной обороной. Полк прорвал её у деревни Гороховищи Октябрьского района Гомельской области Белорусской ССР, дав возможность расширить прорыв и ввести в него другие части. В дальнейшем полк вышел к деревне Ельцы и разгромил фланг группировки противника. 26-27 июня глубоким обходом полк Волошина вышел во вражеский тыл в районе сёл Зеленковичи и Зубаревичи и разгромил немецкую группировку, захватив три батареи тяжёлой артиллерии, что дало возможность дивизии 27 июня переправиться через Птичь и захватить посёлок Глуск Могилёвской области. Ко 2 июля 1944 года полк Волошина освободил 85 населённых пунктов, уничтожил около 1500 солдат и офицеров, захватил 6 танков и самоходных артиллерийских установок, 30 орудий и миномётов, более 80 пулемётов, 25 складов, взял в плен более 100 солдат и офицеров противника.
Указом Президиума Верховного Совета СССР от 24 марта 1945 года за «мужество, отвагу и героизм, проявленные в борьбе с немецкими захватчиками» гвардии подполковник Андрей Волошин был удостоен высокого звания Героя Советского Союза с вручением ордена Ленина и медали «Золотая Звезда» за номером 7259.
Принимал участие в освобождении Польши, боях в Восточной Пруссии, Берлинской операции, освобождении Чехословакии. В 1948 году Волошин окончил Военную академию имени Фрунзе, после чего до 1959 года преподавал в ней, затем был уволен в запас. Проживал в Москве. Скончался 24 ноября 1974 года, похоронен на Химкинском кладбище.

## Награды и звания
Был также награждён двумя орденами Красного Знамени, орденами Суворова III степени и Отечественной войны II степени, тремя орденами Красной Звезды, а также рядом медалей. 
Почётный гражданин Глуска (1974). 

## Память
- В честь Волошина названы улицы в Глуске и Кегичёвке[1].

- Стела с барельефом А. М. Волошина на Аллее Героев в г. п. Октябрьский (Гомельская область).